# Kefir
Kefir (turski: "köpürmek" = "pjeniti se") - gusti tekući mliječni napitak, koji potječe s Kavkaza. 
Mliječni kefir nastaje tako što se u kravlje, ovčje ili kozje mlijeko stave grumenčići kefira i ostave jedan do dva dana. Pri tome se mlijeko fermentira. Optimalna temperatura je od 10 °C do 25 °C. Sadržaj alkohola može varirati od 0,2 do maksimalno 2 stupnja. Masti i proteini odgovaraju sastavu mlijeka, koje se koristi. Takav kremasti napitak ima kiselkast ukus.
Grumenčići kefira mogu narasti kao orah ali nije neobično da budu veliki i kao šaka, gumene su konsistencije i sastoje se od proteina, masti i polisaharida, koje proizvode različite bakterije. Razmnožavaju se s vremenom i udvostruče masu za 14 dana. Suvišni grumenčići kefira mogu se sačuvati osušeni ili zamrznuti. 
Za industrijski proizveden kefir obično se koriste hmelj i specijalno odabrane kulture bakterija koje ne odgovaraju kompleksnoj mikroflori prirodnog kefira. Drugi razlog zašto se ne koriste prirodni grumenčići kefira je što se pri skladištenju oslobađa ugljikov dioksid, što može izazvati eksploziju u pakiranju. Tradicionalni kefir sadrži mikrofloru koja se prilagođava sredini,te se mijenja s godišnjim dobima. Isključivo tradicionalno proizveden kefir od sviježeg mlijeka životinja na otvorenoj ispaši posjeduje ljekovita svojstva.
Od kefira se nadalje može prirediti i sir, te sladoled,a može ga se koristiti umjesto kvasca kod izrade dizanog tijesta, te kruha.

## Mikroorganizmi koji su nađeni u kefiru
Laktobacili:
- Lactobacillus acidophilus
- Lb. brevis [ Lb. kefiri]
- Lb. casei subsp. casei
- Lb. casei subsp. rhamnosus
- Lb. paracasei subsp. paracasei
- Lb. fermentum
- Lb. cellobiosus
- Lb. delbrueckii subsp. bulgaricus
- Lb. delbrueckii subsp. lactis
- Lb. fructivorans
- Lb. helveticus subsp. lactis
- Lb. hilgardii
- Lb. helveticus
- Lb. kefiri
- Lb. kefiranofaciens subsp. kefirgranum
- Lb. kefiranofaciens subsp. kefiranofaciens
- Lb. parakefiri
- Lb. plantarum

Streptokoki/laktokoki:
- Streptococcus thermophilus
- St. paracitrovorus^
- Lactococcus lactis subsp. lactis
- Lc. lactis subsp. lactis biovar. diacetylactis
- Lc. lactis subsp. cremoris
- Enterococcus durans
- Leuconostoc mesenteroides subsp. cremoris
- Leuc. mesenteroides subsp. mesenteroides
- Leuc. dextranicum ^

Kvasci:
- Dekkera anomala Brettanomyces anomalus
- Kluyveromyces marxianus Candida kefyr
- Pichia fermentans C. firmetaria
- Yarrowia lipolytica C. lipolytica
- Debaryomyces hansenii C. famata
- Deb. [Schwanniomyces] occidentalis
- Issatchenkia orientalis C. krusei
- Galactomyces geotrichum Geotrichum candidum
- C. friedrichii
- C. rancens
- C. tenuis
- C. humilis
- C. inconspicua
- C. maris
- Cryptococcus humicolus
- Kluyveromyces lactis var. lactis
- Kluyv. bulgaricus
- Kluyv. lodderae
- Saccharomyces cerevisiae
- Sacc. subsp. torulopsis holmii
- Sacc. pastorianus
- Sacc. humaticus
- Sacc. unisporus
- Sacc. exiguus
- Sacc. turicensis sp. nov
- Torulaspora delbrueckii
- Zygosaccharomyces rouxii

Aceto bakterije:
- Acetobacter aceti
- Acetobacter rasens

## Evolucijska sekvanca tijekom jednog ciklusa
Lactococci > Lactobacilli > Leuconostoc > Kvasci > Acetobacter

## Prosječan broj mikroorganizama u 1 ml na kraju fermentacije
Lactococci : 1,000,000,000
Leuconostocs : 100,000,000
Lactobacilli : 5,000,000
Kvasci : 1,000,000
Acetobacter : 100,000

## Sastav mliječnog kefira
- Mikroorganizmi
- mliječna kiselina 0,8-0,9 %
- Sastojci nastali vrenjem: ugljična kiselina i etilni alkohol 0,6-1,1 %
- Hranjivi sastojci: proteini albumin 0,1-0,3 % / kazein 2,5-2,9 % i polisaharidi 1,7-2,7 %
- Vitamini: vitamin A, vitamin B1, vitamin B2, vitamin B6,vitamin B12, vitamin D, niacin
- Minerali:  0,6-0,8 %- kalcij, željezo, jod
- Voda 88-89 %
- Masnoće 2,8-3,3 %

## Povoljan utjecaj na zdravlje
Mliječni kefir ima povoljne utjecaje na zdravlje:
- regulira krvni tlak
- ima antibiotičko djelovanje i ublažava upale
- ima pozitivan utjecaj na maligna oboljenja (rak)
- ima pozitivan utjecaj na imunološki sustav
- djeluje na sniženje kolesterola
- djeluje na probavni (gastrointestinalni) sustav
- djeluje na unos kalcija kod starijih osoba
- povisuje probavljivost bjelančevina i masti

## Vanjske poveznice
- Mit Kefir gegen Allergien - Bei Mäusen vermindert das Milchgetränk die Reaktion des Immunsystems auf Nahrungsmittel
- Kefir.at häusl. Bereitung und Verwendung von Kefir (sowie eine Liste kostenloser Kefir-Bezugsquellen)
- Doms all about kefir page  Arhivirana inačica izvorne stranice od 12. prosinca 2020. (Wayback Machine)

- Ruska stranica o kefiru